# Cuied
Cuied – wieś w Rumunii, w okręgu Arad, w gminie Buteni. W 2011 roku liczyła 672 mieszkańców. 